# République (Russie)
Pour les articles homonymes, voir République (homonymie).
Ne doit pas être confondu avec la République russe.

Carte des sujets de la fédération de Russie : les républiques y apparaissent en vert. De plus, le territoire de trois républiques ex-ukrainiennes — dont le rattachement à la Russie est contesté par les lois internationales (Crimée, Lougansk, Donetsk) — apparaît hachuré avec un fond vert.

Une république, en Russie, est une catégorie de sujet de la fédération de Russie.
On dénombre 24 républiques parmi les 89 sujets de la fédération de Russie.
Néanmoins, selon les lois internationales, le nombre de sujets ayant le statut de république au sein de la fédération de Russie est de 21, car la république de Crimée, la république populaire de Lougansk et la république populaire de Donetsk restent, selon ce droit international, parts uniques et indivisibles de l'Ukraine voisine.
Chaque république possède sa propre Constitution qui fixe son statut en addition à la Constitution de la fédération de Russie.
Chaque république a le droit d'établir ses langues officielles. Dans les organes du pouvoir d'État et les organes de l'auto-administration locale, les établissements d'État de la république, ces langues sont utilisées parallèlement à la langue officielle de la fédération de Russie, qui est le russe.
Les frontières entre les républiques et les autres sujets de la fédération de Russie peuvent être modifiées moyennant l’accord mutuel des entités concernées.
Aucune république, comme aucun sujet de la fédération de Russie, ne dispose du droit de sécession.

## Administration
Selon la loi fédérale, le dirigeant d'une république (comme des autres sujets de la fédération de Russie) est élu soit par les citoyens de la fédération de Russie résidant dans cette république sur la base du suffrage universel, égal et direct, au scrutin secret, soit par les députés de l'organe législatif de la république sur la proposition du président de la fédération de Russie.
L'appellation des dirigeants des républiques est fixée par la Constitution de chacune d'elles. Actuellement, chaque dirigeant est appelé « chef » (en russe Глава), sauf au Tatarstan où il est appelé « président » (en russe Президент).
Chaque république possède (comme les autres sujets de la fédération de Russie) son propre organe du pouvoir exécutif (appelé gouvernement, ou conseil des ministres, ou cabinet des ministres) et son propre organe du pouvoir législatif et représentatif (appelé assemblée législative, ou parlement, ou conseil d'État, etc.).
En dehors des limites de la compétence de la fédération de Russie, de la compétence conjointe de la fédération de Russie et des républiques, les républiques (comme les autres sujets de la fédération de Russie) exercent leur propre réglementation juridique, y compris l'adoption de lois et d'autres actes juridiques normatifs.
Les républiques envoient chacune (comme les autres sujets de la fédération de Russie) deux délégués au Conseil de la fédération (la chambre haute de l'Assemblée fédérale, organe législatif de la fédération de Russie).

## Territoires illégalement annexés

ONU, Vote sur le statut des territoires annexés :
Annexion autorisée
Abstention
N'a pas participé au vote
A condamné l'annexion.

Selon les traités internationaux, les oblasts ukrainiens de Donetsk, Louhansk, Zaporijia et Kherson, ainsi que la république autonome de Crimée et la ville de Sébastopol n'appartiennent pas à la fédération de Russie : ils sont partiellement occupés militairement et illégalement par l'armée russe, et ont été annexés par décret unilatéral russe à la suite de référendums illégaux organisés par l'occupant militaire dans ces régions,,.
En mars 2014, lors d'un vote aux Nations unies, 100 États membres sur 193 (à l'exception de l'Arménie, de la Biélorussie, de la Bolivie, de Cuba, de la Corée du Nord, du Nicaragua, de la Russie, du Soudan, de la Syrie, du Venezuela et du Zimbabwe) n'ont pas reconnu l'annexion de la Crimée par la Russie (voir la résolution 68/262 de l'Assemblée générale des Nations unies).
L'ONU, par la voix de son sous-secrétaire général aux affaires politiques, rejette le référendum : « Les actions unilatérales visaient à donner un vernis de légitimité à la tentative d'acquisition par la force par un État du territoire d'un autre État, tout en prétendant représenter la volonté du peuple, ne peut être considérée comme légale au regard du droit international ».

## Liste
La liste des vingt-quatre républiques de Russie est la suivante :
1. Adyguée
2. République de l'Altaï
3. Bachkirie
4. Bouriatie
5. Daghestan
6. Ingouchie
7. Kabardino-Balkarie
8. Kalmoukie
9. Karatchaïévo-Tcherkessie
10. Carélie
11. République des Komis
12. République des Maris
13. Mordovie
14. Sakha (Yakoutie)
15. Ossétie du Nord-Alanie
16. Tatarstan
17. Touva
18. Oudmourtie
19. Khakassie
20. Tchétchénie
21. Tchouvachie
22. Crimée
23. République de Lougansk[b]
24. République de Donetsk[b]

## Répartition
Les vingt-quatre républiques de la fédération de Russie peuvent se répartir en six groupes distincts d'après les peuples qui les constituent :
| Peuples du Caucase - Adyguée - Daghestan - Ingouchie - Kabardino-Balkarie - Tchétchénie | Peuples turcs - République de l'Altaï - Bachkirie - Karatchaïévo-Tcherkessie - Khakassie - Sakha (Yakoutie) - Tatarstan - Tchouvachie - Touva | Peuples ouraliens - Carélie - République des Komis - République des Maris - Mordovie - Oudmourtie | Peuples mongols - Bouriatie - Kalmoukie | Peuples iraniens - Ossétie du Nord-Alanie | Peuples slaves - Crimée - République de Lougansk - République de Donetsk |